# Drymapedes invalida
Drymapedes invalida är en insektsart som beskrevs av Bei-bienko 1967. Drymapedes invalida ingår i släktet Drymapedes och familjen vårtbitare. Inga underarter finns listade i Catalogue of Life.